# Омега Дракона
Омега Дракона (ω Дракона, Omega Draconis, ω Draconis, сокращ. ome Dra, ω Dra ) — спектрально-двойная звезда в циркумполярном созвездии Дракона. Омега Дракона имеет видимую звёздную величину +4.80m, и, согласно шкале Бортля, видна невооружённым глазом на пригородном/городском небе (англ. Suburban/urban transition).
Из измерений параллакса, полученных во время миссии Hipparcos, известно, что звезда удалена примерно на 75,6 св. лет (23,16 пк) от Земли. Звезда наблюдается севернее 22° ю. ш., то есть, видна севернее Мозамбикского пролива, Мадагаскара, территории островов Кораллового моря, севернее границы Боливии и Аргентины. Видна в северной приполярной области неба круглый год.
Средняя пространственная скорость Омега Дракона имеет компоненты (U, V, W)=(−33.7, −15.8, −10.8), что означает U=−33,7 км/с (движется по направлению от галактического центра), V=−15,8 км/с (движется против направления галактического вращения) и W=−10,8 км/с (движется в направлении галактического южного полюса). Галактическая орбита Омега Дракона находится на расстоянии от 22 000 св. лет до 26 500 св. лет от центра Галактики. Омега Дракона движется с несколько большей скоростью относительно Солнца, чем остальные звёзды: её радиальная гелиоцентрическая скорость: −14 км/с, что на 40 % больше скорости местных звёзд Галактического диска, а также это значит, что звезда приближается к Солнцу. Звезда движется по небосводу на северо-восток.

## Имя звезды
Омега Дракона (латинизированный вариант Omega Draconis) является обозначением Байера, данным им звезде в 1603 году. Хотя звезда и имеет обозначение Омега (последняя, 24-я буква греческого алфавита), однако сама звезда — 23-я по яркости в созвездии. У звезды также есть обозначение, данное Флемстидом — 28 Дракона (лат. 28 Draconis).
Вместе с 27 Дракона они составляют араб. al-ʼaẓfār al-dhiʼb‎, англ. the wolf's claws — «волчьи когти» в астеризме Верблюдицы. Согласно сокращённому каталогу звёзд «Технический меморандум 33-507», содержащему 537 названий звёзд, названия Алахфар были названиями для двух звёзд: Омега Дракона как Алахфар I и 27 Дракона как Алахфар II.
В китайской астрономии звезда относится к созвездию Пурпурный запретный небосвод, а в нём к астеризму (Shàng Shū), англ. Royal Secretary, что означает «Королевский секретарь», состоящему из Омега Дракона, 15 Дракона, 18 Дракона и 19 Дракона. Следовательно, сама Омега Дракона известна как 尚書一 (Shàng Shū yī, англ. the First Star of Royal Secretary «Первая Звезда Королевского Секретаря».

## Свойства двойной звезды
Омега Дракона— это близкая пара довольно одинаковых звёзд, своего рода двойное Солнце, которая не может быть разрешена современными телескопами, но может быть исследована спектрографами, как спектрально-двойная звезда. Впервые звёзды были спектроскопически разрешены как минимум, в 1907 году А. Б.
Тёрнером (Ликская обсерватория). Более поздние наблюдатели успешно
разрешили спектр вторичной звезды и уточнили параметры орбиты.
Обе звезды отдалены друг от друга на угловое расстояние в 3,469 ", что соответствует большой полуоси орбиты, по крайней мере, 0,06732 а.е. (или 10 070 929 км.) и периоду обращения, по крайней мере, 5,28 дн. (для сравнения радиус орбиты Меркурия равен 0,39 а.е. и период обращения равен 88 дн.). Эксцентриситет системы практически нулевой и составляет 0,0022. Наклонение орбиты очень большое и составляет 151,4 °, то есть система вращается по ретроградной орбите, как это видится с Земли. Fekel et al. обнаружили, что первичная звезда вращается синхронно, в то время как вторичный компонент, возможно, также приобрёл синхронное вращение.
Светимость обоих звёзд измерена во время миссии Gaia и составляет 5,702 {\displaystyle L_{\bigodot }}. Возраст системы Омега Дракона не очень большой и составляет 1,9 млрд..

### Свойства компонента A
Судя по её массе Омега Дракона A — карлик спектрального класса F0V или даже спектрального класса A9V или A8V, что указывает на то, что водород в ядре звезды ещё служит ядерным «топливом», то есть звезда находится на главной последовательности. Звезда излучает энергию со своей внешней атмосферы при эффективной температуре около 6500 К, что придаёт ей характерный жёлто-белый цвет звезды спектрального класса F.
Масса звезды обычна для карлика и составляет 1,46 {\displaystyle M_{\bigodot }}. В связи с небольшим расстоянием до звезды её радиус может быть измерен непосредственно, но поскольку звезда спектрально-двойная, то скорее всего измерялся радиус наиболее яркого компонента. Данные об этих измерениях приведены в таблице.
| Год  | m    | Спектр | D (mas) | Rабс ({\displaystyle R_{\bigodot }}) | Комм.  |
| 1922 | 4,87 | F5     | 1,2     | 1,8                                  | [ 23 ] |
| 1967 | 4,70 | F5V    | 0,52    | 0,93                                 | [ 24 ] |
| 1969 | 4,81 | F5V    | 0,68    | 1,5                                  | [ 25 ] |

Сейчас мы знаем, что исходя из теории звёздной эволюции радиус звезды должен быть 1,40 {\displaystyle R_{\bigodot }}Таблицы VII и VIII, то есть измерение 1969 года было наиболее адекватным. Светимость звезды измерена и составляет 5,61 {\displaystyle L_{\bigodot }}. Звезды, имеющие планеты, имеют тенденцию иметь большую металличность по сравнению Солнцем, и Омега Дракона A имеет значение металличности значительно больше, чем на Солнце: содержание железа в ней относительно водорода составляет 151 %, что позволяет предположить, что звезда пришла из других областей Галактики, где было больше металлов, и рождено в молекулярном облаке благодаря более плотному звёздному населению и большему количеству сверхновых звёзд.

### Свойства компонента B
Судя по её массе, которая составляет 1,18 {\displaystyle M_{\bigodot }}, Омега Дракона B — карлик спектрального класса F6V или даже F7V, что указывает на то, что водород в ядре звезды ещё служит ядерным «топливом», то есть звезда находится на главной последовательности. Звезда излучает энергию со своей внешней атмосферы при эффективной температуре около 5900 К, что придаёт ей характерный жёлто-белый цвет звезды спектрального класса F.
Исходя из теории звёздной эволюции, радиус звезды должен быть 1,24 {\displaystyle R_{\bigodot }}Таблицы VII и VIII. Из температуры и радиуса звёзды, используя закон Стефана-Больцмана, можно узнать, что её светимость будет составлять 2,12 {\displaystyle L_{\bigodot }}. Звезды, имеющие планеты, имеют тенденцию иметь большую металличность по сравнению Солнцем, но Омега Дракона B имеет значение металличности такое же, как на Солнце: содержание железа в ней относительно водорода составляет 100 % от солнечного значения, что странно, поскольку звёзды должны иметь одинаковый химический состав, но возможно это просто артефакт наблюдения связанный с трудностями разрешения звёзд.

### Перспективы жизни в системе Омега Дракона
Для того, чтобы планета, аналогичная нашей Земле, получала примерно столько же энергии, сколько она получает от Солнца, её надо было бы поместить на расстоянии 2,39 а. е., то есть примерно во внутреннюю части главного пояса астероидов, а более конкретно туда, где находится астероид Метида, чья большая полуось орбиты равна 2,386 а. е.. Причём с такого расстояния система Омега Дракона выглядела бы очень интересно: на максимальном удалении друг от друга компонент Омега Дракона A выглядел бы на 38 % меньше нашего Солнца, каким мы его видим с Земли — 0,31°  (угловой диаметр нашего Солнца — 0,5°). Также мы бы увидели другую звезду на удалении 10 000 000 км. Омега Дракона B, которая выглядела бы на 44 % меньше нашего Солнца, каким мы его видим с Земли — 0,28° причём расстояние между звёздами, на максимальном удалении между ними, было бы примерно 2,5°, то есть 5 солнечных дисков.
Предполагая, что эволюция жизни на углеродной основе, носит универсальный характер и полагая, что в космосе действуют те же законы, что и на Земле, можно сказать, что на планете аналогичной Земле у Омега Дракона эволюция находится на стадии архея, а более конкретно на стадии неоархея. На планете уже появился кислородный фотосинтез, а жизнь представлена строматолитами, а также огромным количеством колонией бактерий, чем-то напоминающих морскую капусту. Однако, никаких планет у звезды, пока, не обнаружено. Также известно, что звёзды с массами 1,46 {\displaystyle M_{\bigodot }} живут на главной последовательности порядка 3,5 млрд. лет и, таким образом, Омега Дракона A станет красным гигантом, при чём в этой фазе своего существования она поглотит Омега Дракона B, возможно, произведя вспышку, подобную новой звезде, а затем, сбросив внешние оболочки, она станет белым карликом.

## История изучения кратности звезды
Оптическую двойственность звезды открыл Филипп Фокс в 1913 году, работая в Йеркской обсерватории,
и вся система вошла в каталоги как FOX 203. Согласно Вашингтонскому каталогу визуально-двойных звёзд, параметры этих компонентов приведены в таблице:
| Компонент | Год  | Количество измерений | Позиционный угол | Угловое расстояние | Видимая звёздная величина 1 компонента | Видимая звёздная величина 2 компонента |
| B         | 1913 | 5                    | 278°             | 72,0″              | 4,80m                                  | 13,20m                                 |
| B         | 2010 | 5                    | 249°             | 77,2″              | 4,80m                                  | 13,20m                                 |

Обобщая все сведения о звезде, можно сказать, что у звезды Омега Дракона нет спутников. У неё действительно есть компаньон — звезда 13-й величины, находящаяся на угловом расстоянии 77,2 секунд дуги (компонент «B»), у которой известен каталожный номер — UCAC2 35491293. У звезды известен параллакс, и судя по нему звезда находится на расстоянии порядка 3000 св. лет, и соответственно она в систему Омега Дракона не входит, являясь просто фоновой звездой, лежащей на линии прямой видимости.

## Ближайшее окружение звезды
Следующие звёздные системы находятся на расстоянии в пределах 20 световых лет от звезды Омега Дракона (включены только: самая близкая звезда, самые яркие (<6,5m) и примечательные звёзды). Их спектральные классы приведены на фоне цвета этих классов (эти цвета взяты из названий спектральных типов и не соответствуют наблюдаемым цветам звёзд):
| Звезда       | Спектральный класс | Расстояние, св. лет |
| Глизе 690    | M0 V               | 3,77                |
| Пси1 Дракона | F5 IV-V            | 6,42                |
| 36 Дракона   | F5 V               | 7,60                |
| Эта Дракона  | G                  | 18,69               |
| 59 Дракона   | F2 V               | 19,33               |

Рядом со звездой, на расстоянии 20 световых лет, есть ещё порядка 10 красных, оранжевых карликов и жёлтых карликов спектрального класса G, K и M, которые в список не попали.